# HMS Bermuda (1941)
HMS Bermuda (52) (Корабль Его Величества «Бермуда») — британский лёгкий крейсер из первой серии крейсеров типа «Краун Колони». Заказан 4 сентября 1939 года на верфи John Brown & Company в Клайдбанке и заложен 30 ноября 1939 года. Спущен на воду 11 сентября 1941 года, став восьмым кораблём Королевского флота, получившим это имя. 21 августа 1942 года введён в строй.

## История службы
После вступления в строй и проведения испытаний, крейсер 28 августа 1942 года перешёл в Скапа-Флоу на Оркнейских островах, войдя в состав Home Fleet’а. Весь сентябрь корабль проходил испытания и тренировки и в октябре был назначен в состав сил проводящих операцию «Факел» — высадку союзных войск в Северной Африке. 26 октября крейсер совместно с линкорами Duke of York, Nelson, линейным крейсером Renown, авианосцами Victorious и Formidable и крейсером Argonaut в сопровождении 11 эсминцев отправился в Гибралтар, куда прибыл 3 ноября, присоединившись к Соединению «H».

### Операция Thorch
6 ноября корабли вышли из Гибралтара. Бермуда вместе с крейсером Sheffield вошёл в состав сил Восточного соединения, прикрывающего высадку в Алжире. 8 ноября крейсера осуществляли дальнее прикрытие кораблей производящих высадку, предотвращая любое вмешательство итальянских и вишистских кораблей. Корабли подверглись торпедо-бомбардировочной атаке немецких самолетов He-111 у Алжира. Из 34 атаковавших самолетов крейсерам была записана одна победа и ещё один самолет был поврежден. 10 ноября крейсера эскортировали войсковой конвой из 3-х транспортов, высаживающий десант в Бужи. 14 ноября крейсер стал флагманом Соединения «Q», предназначенным для атак вражеских судов снабжения.
В ноябре — декабре крейсер был выведен из состава Соединения «H» и отправлен в Скапа-Флоу, куда вернулся 4 декабря, действуя у северо-западных подходов.

### Северные воды
31 декабря вышел вместе с линкорами King George V и Howe для дальнего прикрытия обратного конвоя из СССР RA-51, после того как конвой JW5-1B был атакован немецкими кораблями.
20 января совместно с крейсерами Glasgow и Kent в составе крейсерских сил выходил на прикрытие Северных конвоев: JW-52 (отделился 27 января) и обратного RA-52 (присоединился 29 января). 9 февраля крейсер вернулся в Скапа-Флоу.
29 марта Бермуда совместно с канадским эсминцем Athabaskan выходил в патрулирование на линию Фарерские острова — Исландия, после сообщения, что немецкие линкоры Tirpitz, Scharnhorst и Lutzow находятся в море. 2 апреля корабли вернулись в Скапа-Флоу без каких-либо признаков обнаружения вражеских кораблей.
В мае совместно с крейсером Scylla сопровождали лайнер Queen Mary шедший с в Канаду с премьер-министром на борту для встречи последнего с президентом Рузвельтом.
27 мая Бермуда эскортировала линкоры Anson и Valiant из Скапа-Флоу в Розайт.

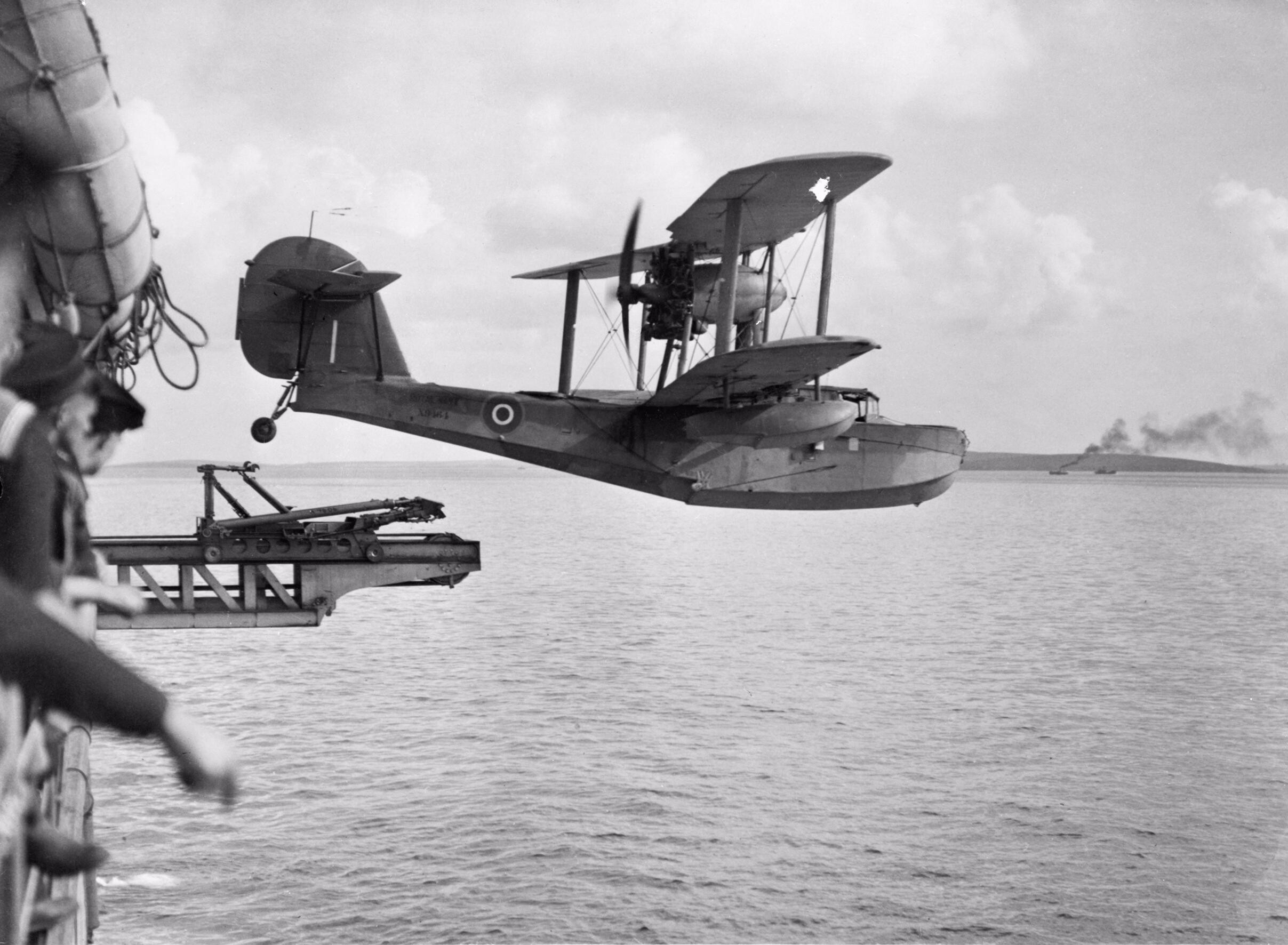
Корабельный самолёт Supermarine Walrus стартует с катапульты «Бермуды». 1943 год

31 мая совместно с крейсером Cumberland, эсминцами Athabaskan и Eclipse прикрывали авианосец Furious, и крейсер Scylla в сопровождении эсминцев Echo и Middleton в операции по снабжению гарнизона Шпицбергена (Operation Gearbox). Плохая погода заставила корабли укрыться в Акюрейри откуда корабли вышли 7 июня, придя на остров 10 июня. Во время нахождении на острове самолёты крейсера использовались для патрулирования прилегающих районов. 14 июня корабли вернулись в Скапа-Флоу.

### Действия в Бискайском заливе
30 июня крейсер был переведен в Плимут, чтобы прикрывать в противолодочных операциях в Бискайском заливе действия группы поддержки B2, действуя совместно с крейсером Glasgow (Операции Musketry и Seaslug).
В августе крейсер прикрывал в противолодочных операциях в Бискайском заливе действия 40-й эскортной группы и группы поддержки B5 (Operation Percussion). Одновременно эти действия обеспечивали переход конвоев OS-54 и SL-134. В ходе этой операции немцами впервые были применены управляемые противокорабельные ракеты Henschel Hs 293.

### Возвращение в Арктику
В сентябре крейсер встал на ремонт в Девонпорте, в ходе которого была усилена артиллерия малого калибра. 25 октября, после завершения испытаний крейсер вернулся в Скапа-Флоу.
19 ноября крейсер составил крейсерское прикрытие совместно с крейсерами Jamaica и Kent для перехода конвоев JW54A и JW54B, а позже и для обратного конвоя RA54B, вернувшись 3 декабря в Скапа-Флоу.
С 11 по 22 декабря крейсер на верфи Клайда проходил ремонт повреждений, полученных в результате воздействия Арктической погоды.
27 января 1944 года Бермуда совместно с крейсерами Berwick и Kent выходила в составе крейсерского сопровождения конвоев JW56A и JW56B, а позже и обратного конвоя RA56, от которого отделилась 7 февраля для прикрытия авианосца Furious, предполагавшего задействовать у берегов Норвегии по нарушению судоходства, но операция была отменена.
31 марта крейсер снова встал на ремонт на верфь Тайна, в ходе которого с корабля было снято авиационное оборудование и вновь добавлены 20-мм автоматы Эрликон. Сам ремонт продлился до начала мая.
19 мая крейсер участвовал в учениях Home Fleet’а в связи с предстоящей высадкой в Нормандии (Operation Neptune). Однако крейсер остался в Скапа-Флоу, чтобы при необходимости принять участие в действия либо в Ла-Манше либо у Северо-западных подходов и таким образом не принял участие в высадке.

### Ремонт и Тихоокеанский флот

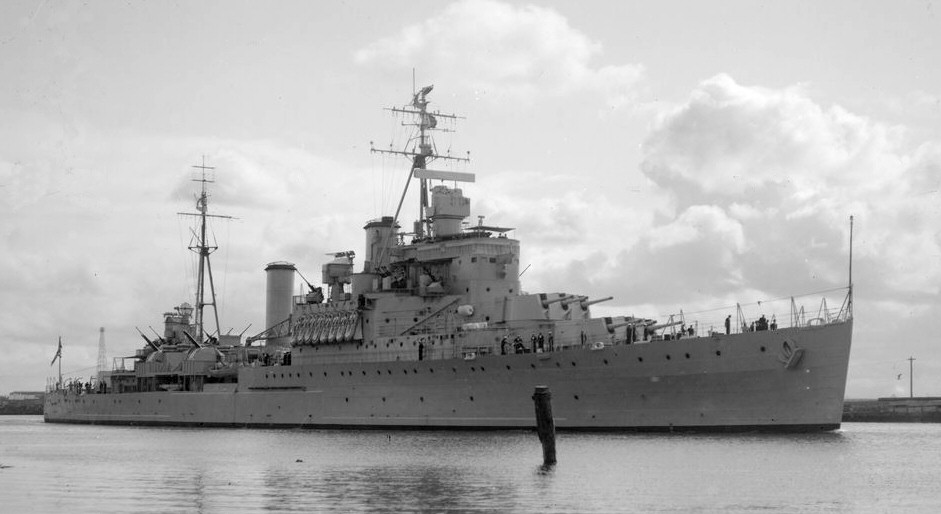

30 июня Бермуда, предназначенная для прохождения дальнейшей службы в Британском Тихоокеанском флоте прибыла в Клайд для переоборудования на коммерческой верфи. В ходе ремонта, продолжавшегося до марта 1945 года на корабле были заменены радары: управления артиллерийским огнём Type 284 на сантиметровый Type 274, воздушного обнаружения 281B на Type 281, установили радары надводного обнаружения Type 277 и Type 293. 9 марта работы были завершены и крейсер провел ходовые испытания.
Весь апрель корабль провел в Скапа-Флоу готовясь к службе в тихоокеанских водах. Только 3 мая он ушёл на Средиземное море, 6 июня предпринял переход на Дальний Восток через Цейлон и 7 июля вместе с крейсером Belfast присоединился в Сиднее к Тихоокеанскому флоту.
15 августа Бермуда была назначена на службу в составе TU 111.3 с авианосцем Colossus, крейсерами Argonaut и Belfast и эсминцами Tumult, Tuscan, Tyrian и Quiberon. В это время война закончилась. Бермуда присоединилась к кораблям своего соединения на военно-морской базе США на Лейте прежде чем принять переход на Формозу, где 9 сентября была принята формально капитуляция японских войск.